# Exhibition
Exhibition är en brittisk dramafilm från 2013. Filmen är regisserad av Joanna Hogg.
Filmen handlar om D och H, ett par konstnärer. De bestämmer sig för att sälja det hus där de två bott tillsammans i nästan tjugo år. Den stundande husförsäljningen hotar såväl deras relation med varandra som deras arbete.

## Rollista (i urval)
- Viv Albertine – D
- Liam Gillick – H